# Tab Hunter
Arthur Andrew Kelm, més conegut pel nom artístic de Tab Hunter, (Nova York, 11 de juliol de 1931 - Santa Barbara, 8 de juliol de 2018) fou un actor i cantant estatunidenc.

## Biografia
Hunter va néixer a la ciutat de Nova York, fill de Charles Kelm i Gertrude Gelien. Els seus pares eren immigrants alemanys, el seu pare era jueu i la seva mare luterana. Els seus pares es van divorciar, traslladant-se la mare a Califòrnia al costat dels seus dos fills. La mare va recuperar el seu cognom de soltera, Gelien, i va canviar el cognom dels seus fills. Es va unir a la Guàrdia costanera amb quinze anys, mentint sobre la seva edat per allistar-se. Els seus últims anys, la mare de Hunter va arrossegar problemes de salut que van obligar a l'administració de tractaments de xoc; Hunter va donar suport a la seva mare fins que aquesta va morir.
Arthur Gelien canvia el seu nom pel de "Tab Hunter", suggerit pel seu primer agent, Henry Willson. Entre les pel·lícules de Hunter figuren: Island of Desire, al costat de Linda Darnell; el drama bèl·lic ambientat en la Segona Guerra Mundial Més enllà de les llàgrimes, en la qual tenia un romanç amb una dona gran; The Burning Hills amb Natalie Wood; That Kind of Woman amb l'estrella italiana Sophia Loren; Gunman's Walk, western amb Van Heflin i The Pleasure of His Company amb Debbie Reynolds. Aquests títols van cimentar l'èxit de Hunter com a jove galant cinematogràfic.
El setembre del 1955, la revista Confidential va informar d'un arrest de Hunter el 1950 per conducta desordenada. L'article també feia referència a l'estada a la presó del també actor Rory Calhoun. L'article va sorgir d'un tracte amb l'agent Henry Willson, que no desitjava que es revelés públicament l'orientació sexual del seu més prominent client, Rock Hudson. Això no va tenir efectes negatius en la carrera de Hunter ni en la de Calhoun; uns mesos després, Hunter va ser considerat la més prometedora nova personalitat ("Most Promising New Personality") en una enquesta nacional patrocinada pel "Council of Motion Picture Organizations". El 1956, va rebre 62.000 felicitacions per Sant Valentí. Hunter, James Dean i Natalie Wood van ser els últims actors a tenir contracte en exclusiva amb els estudis Warner Bros.
El 9 de juliol de 1960 Hunter va ser arrestat per la policia de Glendale, Califòrnia, sent exculpat després del judici celebrat a l'octubre davant la falsedat de les acusacions. A principis dels anys 60 no aconsegueix obtenir el paper de Tony en l'adaptació cinematogràfica del musical West Side Story. Hunter va tenir el seu propi xou televisiu, "The Tab Hunter Show", en la cadena NBC, que només es va mantenir en emissió una temporada (1960-1961), encara que es va convertir en una de les comèdies de situació de més audiència en el Regne Unit. Hunter s'estableix en el sud de França i actua en algunes pel·lícules europees: No importa morir, de León Klimovsky o l'spaghetti western La venjança i el meu perdó de Roberto Mauri.
Reapareix en la dècada dels 80 en diverses comèdies: Polyester, de John Waters, que l'aparella amb Divine, una mestressa de casa insatisfeta que centrarà el seu interès en Tod Tomorrow, personatge de galant que encarna Hunter; Pandemonium, una paròdia del cinema de terror per a adolescents; Grease 2, seqüela del conegut musical, en el qual Hunter és el professor suplent i interpreta el tema "Reproduction" o Lust in the Dust (1985), de Paul Bartel, que el tornava a reunir amb Divine. Altres papers de Hunter en aquesta dècada van ser en el cinema de terror, en films com Cameron's Closet o Teatre grotesc. El 1992 va escriure el guió de Dark Horse, en la qual també actuava.
El documental "Tab Hunter Confidential", produït per Allan Glaser, Neil Koenigsberg i Jeffrey Schwarz, tracta de la vida de Hunter.

### Cantant
Hunter va tenir un èxit el 1957 amb la cançó "Young Love", que va aconseguir el número u en el Billboard Hot 100 per espai de sis setmanes i va ser un dels hits de major recorregut durant l'era del Rock n' Roll.

### Vida personal
Hunter va ser amic íntim de Etchika Choureau, la seva companya de repartiment en Lafayette Escadrille, i de Joan Cohn, vídua de Harry Cohn, amb les quals va contemplar la possibilitat del matrimoni, a més de mantenir amistat amb moltes altres actrius de Hollywood, encara que mai es va casar. Hunter va mantenir una llarga relació amb el també actor Anthony Perkins i amb el campió de patinatge Ronald Robertson, abans de començar la seva relació amb qui fou la seva parella per espai de més de trenta anys, Allan Glaser.
Durant l'era dels estudis a Hollywood, Hunter ha admès que ser gai llavors era un problema, no se sentia còmode al món de l'actuació i es va veure obligat a mantenir amb dificultat una doble vida.
Hunter va escriure una autobiografia: Tab Hunter Confidential: The Making of a Movie Star (2006), coescrita amb l'especialista en gènere negre Eddie Muller, la qual es va convertir en un best-seller en el The New York Times i va tenir una edició en llibre el 2007. El llibre ha seguit reeditant-se i ha estat nominat per a alguns premis. En el llibre, Hunter confirma els permanents rumors sobre la seva homosexualitat i es rebutja la veracitat dels seus idil·lis amb Natalie Wood o Debbie Reynolds.
Hunter té un estrella en el Passeig de la Fama de Hollywood a Hollywood Boulevard. El 2007, una Golden Palm Star en el Palm Springs Walk of Stars de Palm Springs, Califòrnia va ser dedicada a Hunter.

## Com a cantant
| Any  | Títol                                      | Posicions en llista | Posicions en llista |
| Any  | Títol                                      | EUA                 | RUN                 |
| ---- | ------------------------------------------ | ------------------- | ------------------- |
| 1957 | "Young Love"                               | 1                   | 1                   |
| 1957 | "Red Sails In The Sunset"                  | 57                  | —                   |
| 1957 | "Ninety-Nine Ways"                         | 11                  | 5                   |
| 1957 | "Don't Get Around Much Anymore"            | 74                  | —                   |
| 1958 | "Jealous Heart"                            | 62                  | —                   |
| 1959 | "There's No Fool Like A Young Fool"        | 68                  | —                   |
| 1959 | "(I'll Be With You) In Apple Blossom Time" | 31                  | —                   |

## Filmografia
- The Lawless (1950)
- Island of Desire (també coneguda com a Saturday Island) (1952)
- Gun Belt (1953)
- The Steel Lady (1953)
- Return to Treasure Island (1954)
- El rastre de la pantera (Track of the Cat) (1954)
- Més enllà de les llàgrimes (Battle Cry) (1955)
- Persecució a alta mar (The Sea Chase) (1955)
- Els turons ardents (The Burning Hills) (1956)
- The Girl He Left Behind (1956)
- Lafayette Escadrille (1958)
- Gunman's Walk (1958)
- Damn Yankees (1958)
- Van arribar a Cordura (They Came to Cordura) (1959)
- That Kind of Woman (1959)
- The Pleasure of His Company (1961)
- The Golden Arrow (1962)
- Operation Bikini (1963)
- Man with Two Faces (1964)
- Ride the Wild Surf (1964)
- War-Gods of the Deep (1965)
- Estimats difunts (The Loved One) (1965)
- Birds Do It (1966)
- The Fickle Finger of Fate (1967)
- Hostile Guns (1967)
- Vengeance Is My Forgiveness (1968)
- The Last Chance (1968)
- The Legion of No Return (1969)
- The Arousers (1970)
- The Life and Times of Judge Roy Bean (1972)
- Sweet Kill (1973)
- Timber Tramps (1975)
- Won Ton Ton, the Dog Who Saved Hollywood (1976)
- The Kid From Left Field (1979)
- Polyester (1981)
- Pandemonium (1982)
- Grease 2 (1982)
- Desig en la pols (Lust in the Dust) (1985)
- Grotesque (1988)
- Cameron's Closet (1989)
- Out of the Dark (1989)
- Dark Horse (1992)
- La llegenda de Wild Bill (Wild Bill) (1996)